# Nicklas Bäckström
Nicklas Bäckström (Valbo, 23 de Novembro de 1987)  é um jogador profissional de hóquei no gelo sueco que atua na posição de central pelo Washington Capitals, da NHL.

## Carreira
Backstrom começou sua carreira no Brynäs IF.

## Títulos

### Washington Capitals
- Stanley Cup: 2018